# Osei Kofi
Abbrei Osei Kofi (Koforidua, 3 giugno 1940) è un ex calciatore ghanese, di ruolo centrocampista e attaccante.
Soprannominato The Wizard Dribbler (in italiano Lo stregone del dribbling) e One Man Symphony Orchestra, Kofi è considerato un'icona del calcio ghanese.

## Biografia
Kofi è nato a Koforidua, nella parte sud-orientale del Ghana, il 3 giugno 1940, benché alcuni documenti ufficiali riportino l'anno di nascita in maniera errata come il 1942. Abbandonato dal padre poco dopo aver conseguito il diploma di scuola elementare, Kofi decise di lasciare gli studi, non potendo più permetterseli, per dedicarsi completamente al calcio, andando a vivere da solo ad Accra.
Kofi oggi vive ancora ad Accra e ha sei figli, tra cui Emmanuel, anche lui con un passato da calciatore. Molto religioso fin da bambino, tanto da portare sempre con sé in ritiro una Bibbia, Kofi è diventato un sacerdote dopo il suo ritiro dal calcio, ed è rispettosamente conosciuto con il nome di Reverendo Osei Kofi. Ha conseguito, inoltre, un diploma di allenatore presso la Brazilian Football Academy di Rio de Janeiro.
Particolarmente attivo a livello di politica sportiva, sul finire degli anni Settanta, allo scopo di ispirare gli sportivi e le donne del Ghana, Kofi è stato anche nominato stadium manager dello stadio Baba Yara di Kumasi dal Supreme Military Council del generale Acheamphong.  Nel giugno 2018, il governo ghanese lo nomina, insieme ad altre cinque personalità dello sport nazionale, come membro dell'Interim Management Committee che ha il compito di gestire il movimento calcistico ghanese a seguito della crisi che ha colpito la Federazione calcistica del Ghana, travolta dagli scandali e destinata alla dissoluzione.

## Caratteristiche tecniche
Classica ala destra abile nel saltare l'uomo. Giocatore dotato di un dribbling definito ipnotico, tanto da essere considerato uno stregone. Kofi viene descritto come uno dei giocatori calcisticamente più intelligenti mai prodotti dal Ghana. Le sue abilità includevano la grande capacità nella costruzione del gioco, la vena realizzativa e il talento per l'ultimo passaggio. Gordon Banks lo paragonò a George Best, dopo aver subito quattro gol in due gare dal giocatore ghanese nel corso di una serie di partite amichevoli tra lo Stoke City e l'Asante Kotoko. Carlos Alberto Parreira, che ebbe modo di allenare Kofi sia con la Nazionale che con il Kotoko, disse di lui che era un peccato fosse nato in Africa perché avrebbe avuto il potenziale per diventare forte come Pelé.

## Carriera

### Club
Nel 1961, Kofi iniziò la propria carriera con la maglia degli Hearts of Oak, esordendo in un derby contro l'Olympics, e riuscendo subito ad aggiudicarsi il suo primo titolo nazionale. Nel 1962, convinto dal padre che nel frattempo aveva trovato lavoro come autista di un dirigente del Kotoko, decise di passare agli storici rivali dell'Asante, destando parecchio scalpore in Ghana. Kofi diventò addirittura vittima di diverse pratiche di stregoneria.
Con la maglia del Kotoko di Kumasi, Kofi vinse sei titoli nazionali e una Coppa dei Campioni d'Africa, nel 1970, prima squadra ghanese ad aggiudicarsi il trofeo. Nel 1968, dopo aver impressionato il pubblico inglese nel corso della tournée che l'Asante Kotoko svolse quell'anno in Gran Bretagna, lo Stoke offrì un contratto al giocatore ghanese, ma Kofi rifiutò preferendo rimanere a giocare in patria. Kofi si ritirò dal calcio giocato nel 1975, dopo che uno scontro tra la sua bicicletta e un'automobile lo costrinse a un'operazione da cui non riuscì più a riprendersi.
Kofi detiene il record del maggior numero di partite giocate (465) nel campionato ghanese.

### Nazionale
Le prime convocazioni arrivarono poco tempo dopo il suo esordio con gli Hearts of Oak. Il 19 agosto 1962, dopo essere stato promosso dalla squadra B (The Rest of Ghana) alla Nazionale A, Kofi ebbe modo di esordire giocando la storica amichevole tra Real Madrid e Ghana, all'Accra Sports Stadium, terminata col risultato di 3-3.
Con la sua Nazionale, di cui ha vestito anche la fascia di capitano, Kofi vinse due edizioni consecutive (1963 e 1965) della Coppa d'Africa, perdendone una terza (1968) in finale contro il Sudan. Con tre reti, Kofi fu capocannoniere della Coppa d'Africa 1965, edizione giocata in Tunisia, nella quale fu anche eletto miglior giocatore. Per quasi cinquant'anni, grazie a sette gol complessivi, ha detenuto il record di marcature di un giocatore ghanese in Coppa d'Africa. Record eguagliato soltanto nel 2015, e poi superato nel 2017, da Asamoah Gyan.
Approfittando dello status dilettantistico assegnato ai calciatori militanti in Ghana, Kofi riuscì a partecipare a ben tre edizioni consecutive dei Giochi olimpici.
Nel 1966, Kofi perse l'occasione di disputare la Coppa del Mondo in Inghilterra, a causa del boicottaggio imposto dalle nazioni africane nei confronti della manifestazione iridata.

## Palmarès

### Club

#### Competizioni nazionali
- Ghana Premier League: 7

Hearts of Oak: 1961–62
Asante Kotoko: 1963–64, 1964–65, 1967, 1968, 1969, 1972

#### Competizioni internazionali
- CAF Champions League: 1

Asante Kotoko: 1970

### Nazionale
- Coppa d'Africa: 2

Ghana 1963, Tunisia 1965

### Individuale
- Capocannoniere della Coppa d'Africa: 1

Tunisia 1965 (3 gol)